# Stefan Barucha
Stefan Barucha (Hennigsdorf, RDA, 3 de abril de 1977) es un deportista alemán que compitió en bobsleigh. Su hermano Andreas también compitió en bobsleigh.
Ganó una medalla de bronce en el Campeonato Europeo de Bobsleigh de 2005, en la prueba cuádruple.

## Palmarés internacional
| Campeonato Europeo | Campeonato Europeo   | Campeonato Europeo | Campeonato Europeo |
| Año                | Lugar                | Medalla            | Prueba             |
| ------------------ | -------------------- | ------------------ | ------------------ |
| 2005               | Altenberg (Alemania) | Medalla de bronce  | Cuádruple          |